# Violences policières en Suisse
Vous pouvez aider à l'améliorer ou bien discuter des problèmes sur sa page de discussion.
- Il ne respecte pas la neutralité de point de vue. Considérez son contenu avec précaution. Il est possible de préciser les sections non neutres en utilisant {{section non neutre}} et de souligner les passages problématiques avec {{passage non neutre}}. (Marqué depuis avril 2022)
- Il peut contenir un travail inédit ou des déclarations non vérifiées. Vous pouvez l’améliorer en ajoutant des références. (Marqué depuis mars 2023)

Vous pouvez aider à l'améliorer ou bien discuter des problèmes sur sa page de discussion.
- Sa rédaction n'est pas équilibrée, et donne à certains aspects ou points de vue une importance disproportionnée. Considérez son contenu avec précaution. Pour lancer la procédure de résolution du problème, utilisez le paramètre neutralité. (Marqué depuis avril 2022)

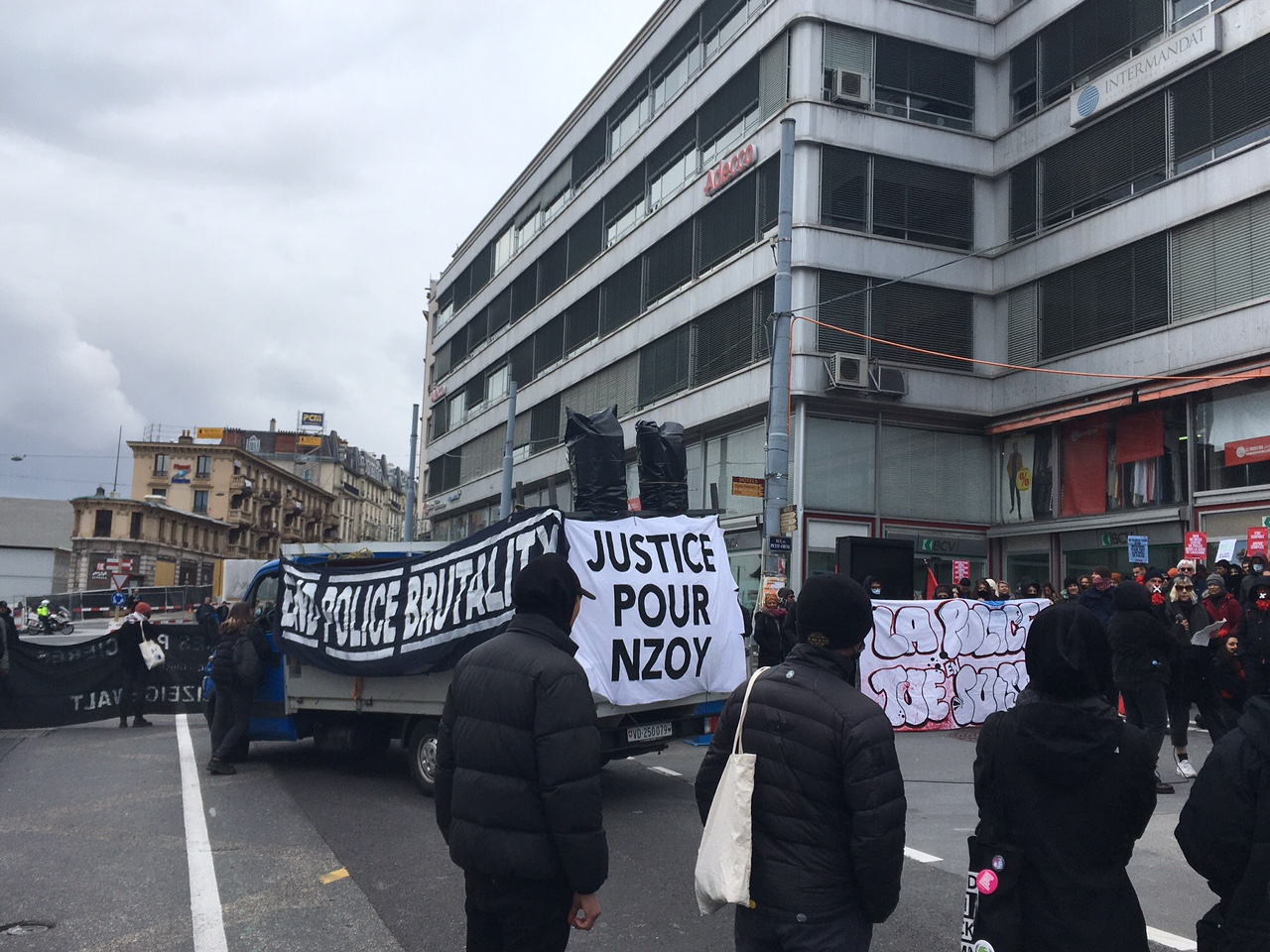
Manifestation à Lausanne. Banderoles « End police brutality », « La police tue en Suisse » et « Justice pour Nzoy ».

Les violences policières en Suisse sont des actions violentes conduites par des policiers dans l'exercice  de leurs fonctions envers d'autres personnes hors du cadre défini par la loi, sur le territoire de la  Suisse. Elles peuvent se manifester de différentes manières : injures, intimidations, abus d'autorité, contrôle ou arrestation frauduleuse, discriminations sociales ou raciales, abus de surveillance, répression politique, abus sexuel, actes de torture, homicides, etc. 
Depuis 2013, la police suisse fait l'objet de nombreuses critiques de la part d'organismes ou d'associations de défense des droits de l'homme. 

## Définition
Les violences policières, parfois aussi nommées brutalités policières, sont des actes de violation des droits humains commis par la police ou ses représentants. Tout en rappelant la difficulté du travail de la police, qui exerce le monopole de la force détenu par l’État, le Centre suisse de compétence pour les droits humains indique en 2022 que si le travail policier est strictement encadré en Suisse, ses pratiques peuvent porter atteinte aux droits humains. Il dresse une liste des types d'exactions policières : « recours disproportionné à la force lors d’arrestations ou de manifestations, profilage racial ou ethnique, expulsions arbitraires de l’espace public de jeunes ou de membres de groupes marginalisés, atteintes aux droits de la personnalité, conduite à l’égard des requérant·e·s d’asile débouté·e·s (surtout lors d’expulsions) ou encore recours excessif aux moyens de contrainte ». Le Centre suisse estime que ces incidents ont rarement des suites judiciaires, notamment parce que « les victimes de violence policière ont toutes les peines du monde à prouver l’existence des exactions ».

## Historique

### Police et service d'ordre de l'armée
Historiquement, il est arrivé que l'armée intervienne pour des opérations de maintien de l'ordre dévolues en priorité à la police. Cela s'est produit lorsque les autorités ont jugé nécessaire d'épauler les policiers. Les interventions du service d'ordre de l'armée les plus mémorables eurent lieu lors la grève générale de 1918 en Suisse, à Zurich et lors de la Fusillade du 9 novembre 1932 à Genève, qui fit 13 morts dans les rangs des manifestants.
L'armée a été sollicitée particulièrement lors de manifestations organisées par le mouvement ouvrier suisse dans la première moitié du XXe siècle, la période entre 1927 et 1934 ayant donné lieu aux controverses les plus vives. Un problème d'ordre juridique se pose, dans la mesure où la Confédération met des soldats à la disposition des cantons, mais les cantons assument la responsabilité de l'exécution des opérations, «ce qui n'est pas prévu dans la Constitution ni dans la loi». Les soldats mobilisés sont souvent des novices, ce qui a pu favoriser des passages à l'acte violents.
Cet usage particulier de l'armée en renfort de la police a été étudié dans un ouvrage de 2003 de Pâlvi Conca-Pulli, Soldats au service de l'ordre public. La chercheuse pointe la responsabilité des cantons dans les interventions de l'armée, les militaires eux-mêmes n'ayant pas cherché à jouer un rôle dans le maintien de l'ordre.
Le service d'ordre de l'armée disparaît, puis il est réintroduit dans la loi sur l'armée de 1995, qui évoque un « service d'appui au profit des autorités civiles ». L'armée peut « décharger la police dans des tâches de sécurité, le service d'ordre purement militaire ne subsiste que comme possibilité théorique ».

### Suisse alémanique et Suisse romande
Le chercheur Dominique Wisler indique qu'il faut distinguer deux cultures différentes du maintien de l'ordre, la répression policière étant traditionnellement plus dure en Suisse alémanique qu'en Suisse romande. Il date la divergence des années 1930, et plus particulièrement de deux épisodes de répression de manifestations de l'extrême-gauche et de la gauche en 1932, à Zurich d'une part, à Genève d'autre part. La conjoncture politique très différente dans l'une et l'autre villes a forgé des discours politiques opposés concernant le maintien de l'ordre par la police. Ainsi, à Zurich s'est développé un discours justifiant une «répression policière dure», et dont on percevrait l'écho jusqu'à l'époque actuelle. Au contraire, à Genève, les socialistes ont porté un discours appelant à la «régulation de la police», qui a continué à alimenter la culture politique genevoise dans les décennies suivantes.

### Evolution de l'opinion publique
Le Dictionnaire historique de la Suisse après avoir défini un « monopole de la violence physique légitime » délégué par l'État à la police, distingue une évolution des mentalités au cours du XXe siècle : l'opinion manifeste une vigilance plus grande qu'auparavant concernant les possibles violations des droits de l'homme dans les opérations de maintien de la sécurité intérieure. L'intervention de la police lors du soulèvement des jeunes de 1980-1981 est un cas saillant de cette évolution.
Le chercheur Dominique Wisler identifie un tournant de la gestion du maintien de l'ordre au début des années 1970, dû au nouveau journalisme : « alors que la police détenait jusque-là le quasi-monopole du discours sur les violences manifestantes, cela cesse d’être le cas dans les années 1970 [...]. Les violences, policières ou manifestantes, deviennent donc l’objet d’une controverse permanente, due entièrement à la nature des règles formelles de production du nouveau journalisme » et suscitent une réflexion nouvelle sur les techniques de maintien de l'ordre.

## Manque de statistiques
S'il est difficile de quantifier précisément les cas de recours excessif à la force de la part des policiers, des preuves empiriques existent d'exactions policières commises en Suisse, selon une étude de 2022 du Centre suisse de compétence pour les droits humains.
L'absence de statistique en Suisse concernant les violences policières rend difficile l'analyse des abus de pouvoir commis lors d'interventions de police et  de profilage racial. Sylvia Revello, journaliste au journal Le Temps, évoque dans un article d'opinion le problème que constitue l'absence de statistiques concernant les violences policières dans le canton de Vaud.
Selon le ministère public, les statistiques policières de la criminalité de l'Office fédéral de la statistique ont montré que sur 75 plaintes déposées pour abus de pouvoir en 2014, seules 2 ont abouti, 31 ayant été classées et 37 fermées pour « non entrée en matière ». Pour 2017, on dénombre 105 plaintes pour abus d’autorité en Suisse en 2017, dont 4 ont fait l'objet de condamnations.
D'après une étude des constats de lésions traumatiques établis par les soignants d’une prison de détention préventive dans le canton de Genève, puis transmis aux services de police, ces constats demeurent inutilisés : « les actes de violence policière décrits dans les constats ne peuvent pas être déclarés illégitimes, et donc être à l’origine d’une sanction contre le policier incriminé, car la seule personne officiellement désignée pour veiller au respect des normes en matière d’usage de la force par la police n’est elle-même pas reconnue comme une autorité légitime ». Le commissaire à la déontologie reste peu ou pas soutenu et reconnu, tant par les organisations militantes que par la police.

## Formes de violations des droits humains

### Racisme
La police en Suisse a des pratiques de profilage racial,,,,. Cependant, ni la Suisse ni le canton de Vaud ne sont dotés d'un organisme d'investigation indépendant sur les violences découlant du profilage racial,,
Des violences policières dans le canton de Vaud ont été alléguées dans le cas de décès à la suite d'interventions policières en majorité d'origine africaine,. En 2018, le ministère public ouvre des enquêtes à la suite de la mort de trois personnes noires (Mike Ben Peter, Lamine Fatty et Hervé Mandundu) après une intervention de police.
Selon le quotidien 20 minutes, on dénombre 10 décès jusqu'en 2022 imputables à des violences policières sur les 20 dernières années en Suisse, dont 4 décès, survenus dans le canton de Vaud, avec la particularité que ces 4 décès touchent des personnes afrodescendantes. Une commission du Conseil des Droits de l'Homme réalise une enquête en janvier 2022 sur proposition du gouvernement suisse,,.
Le racisme serait systémique selon le témoignage anonyme d'un policier au quotidien Heidi News et profondément ancré. Selon un rapport du groupe de travail de l'ONU sur les personnes d'ascendance africaine « Des garçons et des hommes d'origine africaine n’ayant pas fait l'objet d'une accusation pénale ou d'une suspicion individuelle ont signalé de façon systématique que la police renforçait les stéréotypes raciaux négatifs dans l'espace public. Le profilage racial, les contrôles de police, les fouilles invasives dans la rue, les fouilles à nu publiques, les fouilles anales, les insultes et “l’humour" raciste, la violence et une habitude d'impunité ont été décrits comme étant de routine. ».

### Violations lors de l'expulsion de requérants d'asile et des vols spéciaux
Des violences policières lors de l'expulsion des requérants d'asile ont été relevées.
Dans les années 2010 le décès de Joseph Ndukaku Chiakwa pendant son expulsion relance les débats autour des méthodes utilisées pendant les  vols spéciaux. En 2013, la Commission nationale de prévention de la torture établi un rapport concernant 31 vols spéciaux. critiquant l'administration  forcée de sédatifs,.
Le documentaire Vol spécial sorti en 2011, portant sur les conditions de détention et de retour forcé des étrangers en situation irrégulière, provoque des réactions contrastées et de nombreux débats en Suisse,,.

## Condamnations par la Cour européenne des droits de l'homme
La Suisse a été condamnée par la Cour européenne des droits de l'homme (CourEDH) en 2006 et 2013 faute d'avoir mis en place un système permettant des enquêtes indépendantes à la suite de dénonciations de violences policières,,.
En 2006, dans l’affaire Scavuzzo-Hager et al. c. Suisse, la mort d'un homme au Tessin à la suite d'une intervention de la police n’a, selon la DourEDH, «pas fait l’objet d’une enquête effective». .
En 2013, dans l'affaire Dembele c. Suisse, la Suisse est condamnée pour la première fois par la CourEDH pour violation de l'interdiction de torture et de traitements inhumains dans le cadre d'une interpellation pour un contrôle d'identité,. Les policiers ont utilisé une matraque et les coups infligés ont causé une fracture de la clavicule. Par la suite, l'enquête n'a pas satisfait l'obligation de diligence au sens de l'article 3 de la Convention européenne des droits de l'homme.

## Populations victimes
Des données empiriques permettent d'affirmer que « les victimes de violences policières constituent une population en marge de la société », qui vit dans la rue, et qui se livre souvent à de la petite délinquance.
Un corpus de documents à usage interne de la police dans le canton de Genève, ayant fait l'objet d'une analyse parue en 2011, permet de se faire une idée plus précise de certaines catégories de victimes. Le corpus est composé de statistiques brutes sur les personnes en détention préventive s'étant plaintes de violences lors de leur arrestation ou de leur garde à vue, et pour lesquelles des constats de lésions traumatiques ont été établis - sans qu'il soit possible de savoir si les violences à l'origine de ces lésions ont été commises de façon proportionnée ou non à une résistance éventuelle. L'analyse des documents fait apparaître une très forte surreprésentation — par rapport à la population générale des détenus de cette prison — des personnes originaires de l'Afrique de l'Ouest. Celles-ci représentent près de la moitié des constats établis (47,5 %) - alors qu'elles ne forment que 16,1 % des personnes n'ayant pas établi de constat de lésions.

## Analyse des causes
L'analyste des organisations et des pratiques policières en Suisse Frédéric Maillard attire l'attention sur la diversité des polices en Suisse mais pointe l'existence par endroits d'une "sous-culture policière", héritée de la discipline et de la hiérarchie militaire, qui assujettit les membres de cette profession (en 2017). L'académie de Savatan, qui forme les policiers du bassin lémanique et du Valais, aurait une part de responsabilité dans les dérives policières : la pédagogie "menaçante" pratiquée dans cette institution pourrait conduire les policiers à reproduire dans l'exercice de leur profession le comportement brutal qu'ils ont eux-mêmes subi. Une militarisation excessive de la police ne se justifierait pas car même s'il y a des points communs entre armée et police, leurs objectifs demeurent fondamentalement différents :  «les militaires se défendent d'une guerre potentielle alors que le but des policiers est de construire la paix ». F. Maillard précise que d'autres académies suisses proposent une formation indemne de ce genre de problèmes.
Dans une étude de 2011 portant sur la formation de policiers suisses dans une école intercantonale, le chercheur David Pichonnaz indique que lors de la formation, « le langage euphémise ou masque la violence policière, afin de la rendre légitime ». Il conclut son étude en estimant que « tant que l’identification des infractions et l’appréhension de leurs auteurs continueront à être considérées comme étant les missions principales de la police et les plus valorisées, la coercition restera au cœur du métier. Ce phénomène débouche sur un enseignement de la manipulation de la contrainte physique qui met la violence au centre du métier et véhicule la représentation d’un monde social hostile ».
La formation des policiers est adaptée afin de lutter contre la discrimination au faciès,.

## Aspects juridiques

### Cadre législatif
Les procédures pénales constituent le principal outil de recours des victimes en cas de violences policières. Il n'y a pas de règles spécifiques pour le corps de police dans le cadre du Code de procédure pénale suisse (CPP). Par contre il est possible pour une victime de recourir à article 301 du CPP pour porter plainte et à l'article 302 du CPP qui prévoit l'obligation pour tout membre du corps de police de dénoncer les infractions de leurs collègues.
La chercheuse Géraldine Bugnon indique que « les modalités concrètes de l’usage de la force ne sont pas précisées dans la loi genevoise sur la police ; elles ne figurent que dans la doctrine genevoise sur l’usage de la contrainte, un document réservé à l’institution policière et non accessible au public ». Selon l'analyse de cette chercheuse, la loi met l'accent sur le principe de proportionnalité dans l'usage de la force et ce faisant, laisse à la libre appréciation du policier l'évaluation des moyens à mettre en œuvre pour maintenir l'ordre public.

### Difficulté des recours juridiques
Le contexte du droit suisse est spécifique en ce qu'il n'existe pas de loi contre la discrimination raciale spécifiquement mais uniquement une norme dans le code pénal et une interdiction dans la Constitution de la Suisse de la discrimination conformément au principe de l'égalité de traitement. Les procédures légales dénonçant les contrôles au faciès ou les violences policières ne sont pas courantes. Selon le juriste Tarek Naguib, les affaires Mike Ben Peter, Mohamed Wa Baile, et Wilson A. comptent parmi les premières affaires de ce type à avoir été aussi radicales dans les procédures utilisées, dénonçant la violation de l’interdiction générale de la discrimination.
Amnesty International publie un rapport en 2007 indiquant la difficulté pour les victimes de violence policière de faire recours. En 2012, une étude du Centre suisse de compétence pour les droits humains publiée par un spécialiste de droit constitutionnel et international souligne des «déficits structurels en matière de protection juridique en lien avec les violences policières» en Suisse, qui perdurent «malgré les recommandations répétées d'un large éventail d'instances nationales et internationales». En 2016, l’Alliance contre le profilage racial demande dans un communiqué que les plaintes contre la police soient traitées par des autorités indépendantes.
L'absence de recours indépendant est relevée par des ONG, des comités de l'ONU et des avocats de victimes,, qui soulignent aussi le manque d'indépendance des tribunaux par rapport au ministère public et aux forces de l'ordre,,. Ce problème a été relevé par les organisations suivantes : Comité des droits de l’homme, Comité de l’ONU contre la torture, le Comité pour l’élimination de la discrimination raciale. Selon une étude de 2012 du Centre suisse de compétence pour les droits humains, dans la plupart des cantons, ce sont des supérieurs hiérarchiques ou collègues des policiers mis en cause qui mènent l'enquête pénale ; certains cantons disposent de bureaux de médiation indépendants de la police, mais ces instances ne disposent pas d'un pouvoir de sanction.
Le Conseil fédéral accepte en 2018 le principe de la création d'un organe indépendant pour l'examen de plaintes concernant des violences policières, suivant la recommandation émise par le Conseil des droits de l’homme de l’ONU,. Ces aspects relèvent en Suisse des cantons et des communes : dans le canton de Vaud, le Conseil communal et le Grand conseil vaudois rejettent la possibilité de recourir à un tel organisme en 2008 et en 2018.
Du côté de la police lausannoise, les policiers critiquent le fait qu'un policier incriminé ne soit pas prévenu immédiatement des enquêtes le concernant, ainsi que la position du ministère public qui fait systématiquement recours en cas d'acquittement alors que selon Maitre Odile Pelet, avocate de policiers visés par des plaintes il n'aurait pas l'obligation d'être présent. La stratégie de défense des policiers est de porter systématiquement plainte pour diffamation en réponse à des plaintes les concernant.
Le Comité anti-torture du Conseil de l'Europe (CPT) a produit des rapports détaillés en 2015, 2021 et 2024 faisant état de la surpopulation carcérale, et la persistance de comportements violents envers des personnes étrangères notamment dans les cantons de Valais, Vaud et Genève,.  Le CPT recommande à la Suisse ,« que des mesures efficaces soient prises afin de poursuivre les policiers mis en cause pour des actes de mauvais traitements, de revoir les méthodes d’auditions de police, y compris en généralisant l’enregistrement audio-visuel, ainsi que d’interdire l’utilisation de la contention dans un contexte policier. » et évoque des violences policières persistantes.

### Initiatives législatives pour lutter contre les violences policières
En octobre 2020, Katia Leonelli et Paloma Tschudi députées vertes au Grand Conseil genevois ont déposé un projet de loi et deux motions afin de prévenir les violences policières racistes. Elles ont proposé une modification de la loi genevoise sur la police.

## Réponses des autorités
Le taser (également appelé dispositif incapacitant) est utilisé dans certaines unités des polices cantonales ou par la police fédérale afin d'apporter une réponse mieux proportionnée au niveau de menace rencontré par les agents,.

## Affaires médiatisées et manifestations

### XXe siècle
Une grève des monteurs en chauffage central en juin 1932 à Zurich divise l'opinion. La droite radicale approuve l'interdiction d'une manifestation de soutien aux grévistes prévue le 15 juin ; ainsi peut-on lire dans la Neue Zürcher Zeitung : « Si les communistes continuent de cette façon, il ne faudra pas s’étonner si la police devait démontrer que le fusil n’est pas, en pareils cas, une simple pièce de collection. ». Entre 1000 et 4000 manifestants bravent l'interdiction, la police de Zurich les refoule à coups de matraque et reçoit des jets de pierre. Les policiers, acheminés dans des fourgonnettes (« Sturmwagen » ou « fourgons d’assaut »), tirent avec des fusils-mitrailleurs, blessant trente personnes, dont cinq femmes, et tuant un ouvrier,.
À la suite de ce drame, la municipalité socialiste de Zurich, donnant raison à la droite, accentue la répression : elle interdit toute nouvelle manifestation, procède à l'arrestation de personnalités communistes, et soumet le journal communiste à la censure, tandis que la police acquiert de nouvelles mitrailleuses.

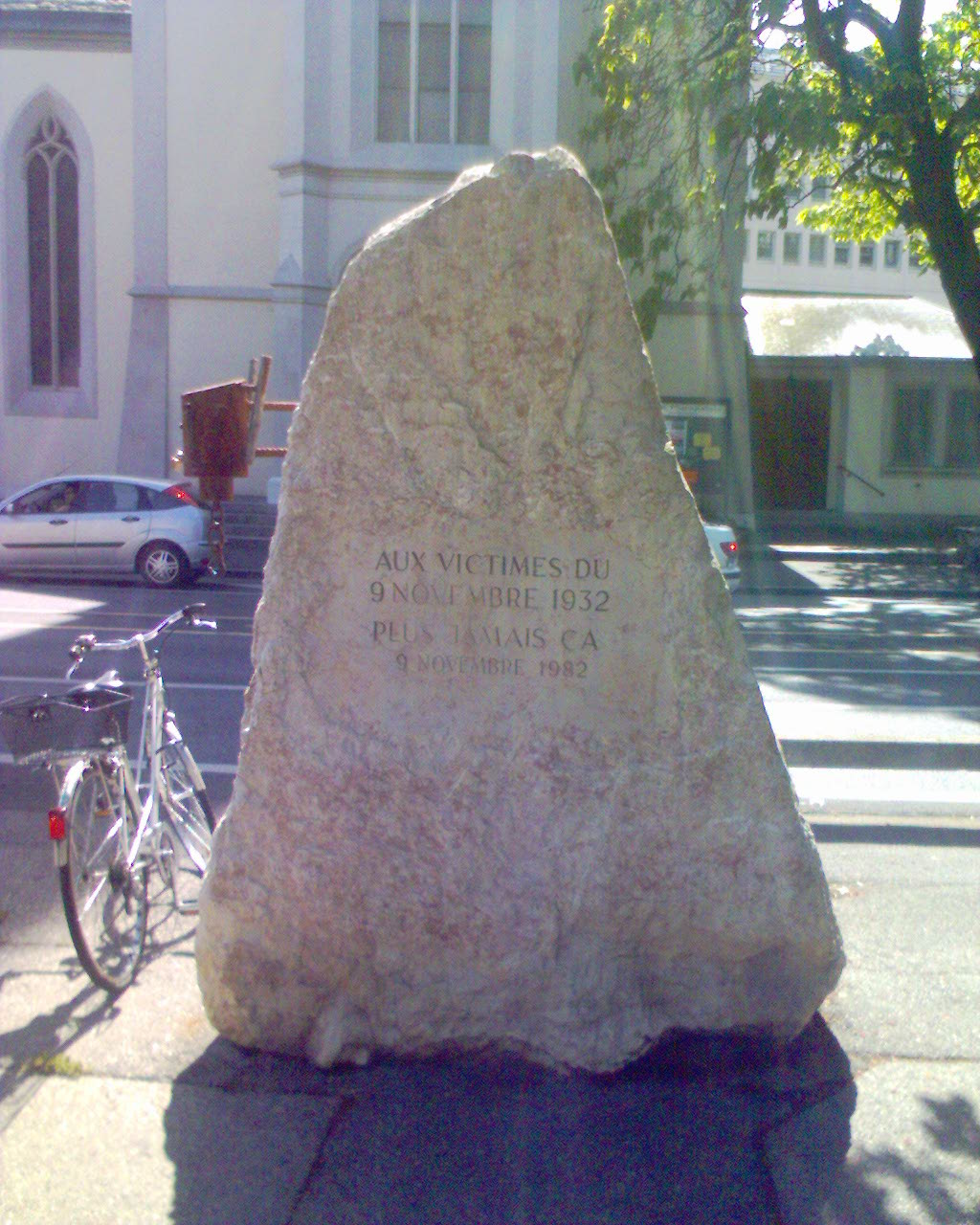
Monument 9 novembre 1932

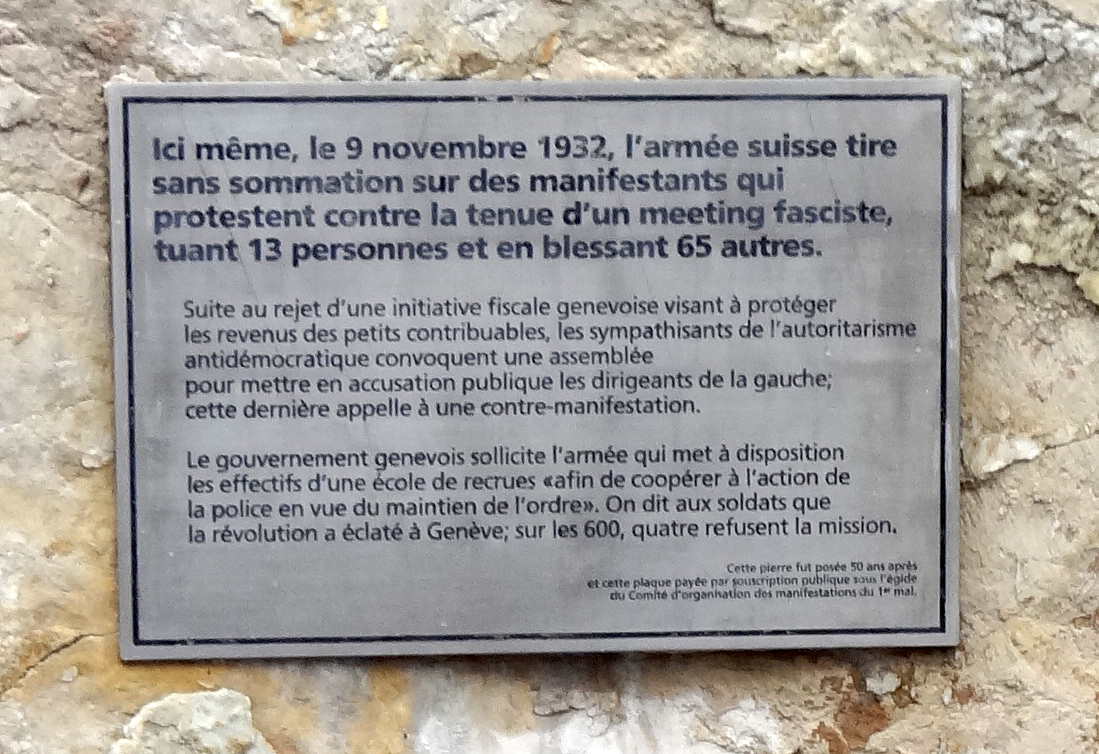
Plaque du Monument 9 novembre 1932

Le 9 novembre 1932, à Genève, une manifestation de la gauche et de l'extrême-gauche contre la tenue d’un rassemblement de l’extrême droite genevoise, l’Union nationale débouche sur un autre drame. Dans une étude consacrée à la police, Dominique Wisler aborde cette manifestation au cours de laquelle les policiers, dépassés, reçoivent le renfort de l'armée,, qui tire, et fait 13 morts et 63 blessés. L'armée avait reçu dans cette circonstance la mission de «coopérer à l'action de la police en vue du maintien de l'ordre».
La droite approuve la "fermeté" du gouvernement et accable la gauche, qui subit une répression dure ; comme à Zurich, des dirigeants socialistes sont arrêtés, plusieurs manifestations sont interdites, tandis que la police augmente ses effectifs. En revanche, la gauche genevoise, à la différence des socialistes zurichois, s'indigne de ce massacre, en fait un argument politique et gagne les élections cantonales d'octobre 1933,. Arrivé au pouvoir, le dirigeant socialiste Léon Nicole décide en 1935 de désarmer la police ; il présente la police comme un corps qui était obéissait aux intérêts des gouvernants et qui doit désormais servir les citoyens. Selon Dominique Wisler, Léon Nicole a contribué à forger « la doctrine moderne de la police » ; les dirigeants qui lui ont succédé ont comme lui « réclamé de la police genevoise du «doigté», de «l'équité», de la «raison» et de l'«intelligence» ».
La mémoire du 9 novembre 1932 demeure mobilisée à Genève jusque dans les années 1970-1980 pour appeler à la modération dans le maintien de l'ordre : « On a fait à Genève une expérience historique assez tragique pour dire qu’il vaut mieux ne pas en arriver à utiliser ni la police ni la troupe. » (J. Vincent, Mémorial, 24 juin 1977.).
Selon une étude de Marco Tackenberg (1997), toute la classe politique genevoise, de gauche comme de droite, «utilise les événements de novembre 1932 comme référence historique et ressource symbolique pour définir un discours tolérant dans la politique de régulation policière», lorsqu'elle s'exprime sur les événements contestataires en Suisse récents (de 1968 à 1996).

### Canton de Vaud
Entre 2016 et 2018, le décès de trois hommes d'origine africaine relance le débat sur la stigmatisation et le profilage racial lors des interventions policières dans le canton de Vaud. La mort d'un quatrième en 2021 correspond au début d'une enquête d'experts de l'ONU concernant les droits de l’homme des personnes d’ascendance africaine en Suisse.
En 2017, Lamin Fatty, requérant d'asile originaire de Gambie, est arrêté par la police à Lausanne. À la suite de son arrestation, il est brièvement hospitalisé avant de retourner dans une cellule de police où il convulse plus d'une heure avant de mourir, sans réactions du personnel du lieu de détention, malgré la présence d'une caméra de surveillance dans sa cellule et d'un garde à proximité. Son arrestation était la conséquence d'une erreur sur son identité à la suite d'un contrôle. Le porte-parole de la police vaudoise fait état de nouvelles « mesures introduites à la suite de cette affaire, notamment une meilleure identification des détenus et une meilleure transmission d’information entre le personnel médical et carcéral ».
En 2018, Mike Ben Peter, immigré nigérian, meurt après un contrôle de police à la gare de Lausanne, après lequel sont trouvées plusieurs boules de cocaïne dans sa bouche selon les policiers. Sa mort est d'abord attribuée à une overdose, comme signalé par la police. Cette hypothèse est démentie par l'autopsie, qui fait au contraire état de « contraintes disproportionnées », attestant d'hématomes sur les parties génitales et que la plupart de ses côtes sont brisées. Il a subi un plaquage ventral, mais la question du rôle que cette pratique policière controversée a pu jouer dans la mort de Mike demeure non résolue.
L'affaire revient sur le devant l'actualité en 2020, alors que les médecins légistes sont entendus par la justice vaudoise le même jour que la mort de George Floyd aux États-Unis. Les manifestations organisées à Lausanne à la suite de ce décès évoquent également celui de Mike Ben Peter, d'Hervé Mandundu et de Lamin Fatty. À l'occasion d'une de ces manifestations, des activistes passent un bandeau sur les yeux de la statue de la justice place de la Palud pour protester contre le fonctionnement de la justice vaudoise quant à cette affaire.
En juin 2023, les policiers impliqués sont acquittés lors du procès pour homicide par négligence. Le tribunal considère que les prévenus pourraient n'avoir pas eu connaissance du manuel sur l’utilisation correcte du placage ventral, et n'avoir pas vu que la victime était obèse, facteur de risque aggravant dans l'utilisation de cette technique. Il estime toutefois que le lien de causalité entre l'action des policiers et le décès fait défaut, En effet, s'appuyant sur les conclusions de l'autopsie faisant étant de causes multifactorielles (stress, obésité, contraintes physiques, faiblesse cardiaque) et sur l'impossibilité de déterminer la part du placage ventral dans l'arrêt cardiaque qui a suivi, le tribunal arrive à la conclusion que l'« on ne pouvait exiger des prévenus qu’ils agissent différemment »,. Les questions de racisme et de formation des policiers ne sont pas abordées,,. 
En août 2021, Roger "Nzoy" Wilhelm, est tué à la gare de Morges par un policier du canton de Vaud après ,,,. Un policier tire à plusieurs reprises et atteint Nzoy, après que ce dernier s’est avancé vers lui un couteau à la main. À la suite des coups de feu, quatre minutes passent sans que la victime soit réanimée, des menottes lui sont placées, avant qu'il ne décède sur place. Une instruction est ouverte éclaircir les circonstances du décès,. Clément Leu, commandant de la Police Région Morges a démenti l'accusation selon laquelle il se serait agi de profilage racial :  « La couleur de peau n'a eu aucune influence sur les actes effectués par mes agents à ce moment-là ».

### Lausanne
En 2007, un audit interne de la division police-secours de la police lausannoise réalisé entre 2005 et 2007 fait état de cas de violence gratuite, de violence exercée sur des personnes «en situation de faiblesse», d'abus de pouvoir et de faux rapport d'intervention pour couvrir des fautes. De plus, ces comportements graves sont aussi bien le fait de policiers de terrain que de responsables hiérarchiques. Après la fuite du rapport dans la presse, le commandant de la police relativise certains reproches (seule une minorité des agents sont concernés) et rappelle qu'il est à l'origine de la demande de l'audit. Le municipal responsable de la police, Marc Vuilleumier, indique pour sa part les mesures envisagées et réalisées par les autorités pour répondre à ces problèmes,. 
La nuit du Nouvel-An 2006, K. un adolescent érythréen de 16 ans est arrêté à la suite d'un contrôle d'identité suivi d'un échange d'insultes avec les agents. Embarqué par 5 policiers dans un fourgon de police il accuse deux d'entre eux de l'avoir abandonné près des bois de Sauvabelin et de lui avoir administré un coup de spray au poivre. En 2012, au troisième procès en appel, les deux policiers sont reconnus coupables d'abus d’autorité et de lésions corporelles simples et condamnés à 20 et, respectivement,10 jours-amende avec sursis par le tribunal du nord vaudois . Avant cela les deux premiers procès à Lausanne et à Nyon qui acquittaient les policiers avaient été annulés par le Tribunal cantonal puis par le Tribunal fédéral notamment parce que les Tribunaux d'arrondissement avaient écartés arbitrairement le témoignage des trois collègues policiers qui confirmait les déclarations du plaignant,. 
À la suite du rapport de l'enquête interne de 2007 et aux révélations de l'affaire K., La police met en place deux postes pour traiter des problèmes de déontologie et d'éthique pour affronter et résoudre ces problèmes.

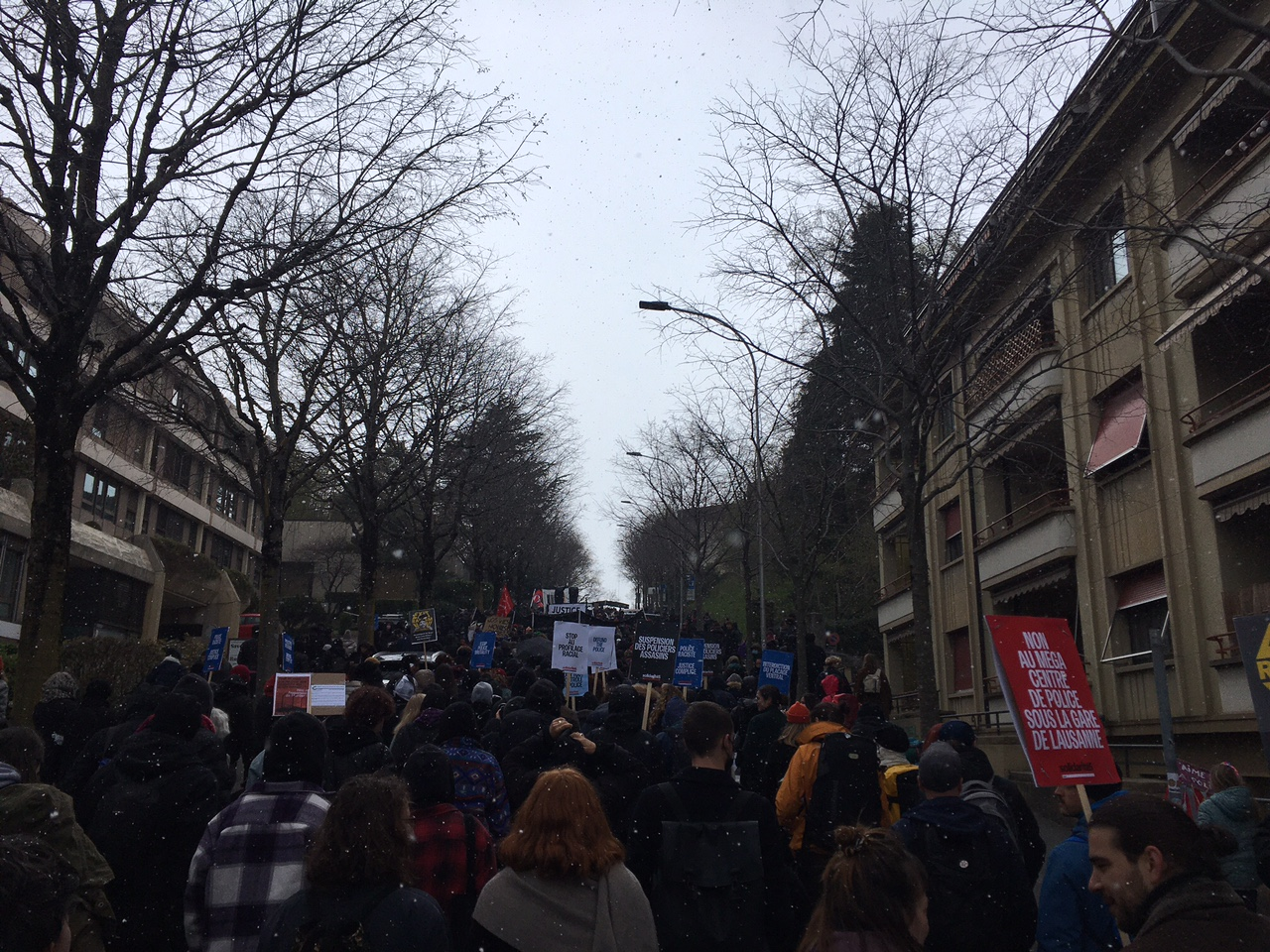
Manifestation contre les violences policières à Lausanne le 2 avril 2022.

En 2017, à la suite du décès de Lamin Fatty après un contrôle d'identité, 400 à 500 manifestants défilent à Lausanne pour protester contre les violences policières.
En 2018, une manifestation de 500 personnes organisée par le collectif Jean Dutoit a lieu à la Place Chauderon à Lausanne pour protester contre le décès, la même année, du Nigérien prénommé Mike Ben Peter.
En 2020, dans le cadre des manifestations suivant la mort de George Floyd, des rassemblements ont lieu en Suisse, notamment dans le canton de Vaud, réunissant plus de 2000 manifestants le 7 juin 2020 et 800 fin octobre 2020, à l'appel du collectif Kiboko. Le 2 avril 2022, un millier de personnes se rassemblent à Lausanne, en mémoire du Zurichois Nzoy tué à la gare de Morges en août 2021 et pour manifester contre les violences policières,,,. Plus de 80 organisations regroupant des partis, des collectifs antiracistes, des ONGs, des collectifs et des organisations d'aide aux migrants ont signé cet appel à manifester[réf. nécessaire].

### Canton de Lucerne
En 2013, dans le canton de Lucerne, plusieurs affaires ont été médiatisées, liées à la promotion de policiers suspectés de violences ; pour deux d'entre eux, «des reproches de brutalité et de contrainte sexuelle avaient été formulés à leur encontre» ; un autre avait été «reconnu coupable d’abus d’autorité et de voies de fait» et la procédure pénale n'était pas arrivée à son terme au moment de sa promotion ; une vidéo de surveillance permettait de voir «un policier lucernois donnant plusieurs coups de pied à une personne couchée au sol» mais ce policier n'avait pas été suspendu pendant l'instruction de l'affaire.
Les autorités lucernoises ont entrepris fin 2013, une réorganisation de la police, avec une attention particulière portée aux promotions.

### Canton de Zurich
En 2013, deux policiers zurichois, membres de la police municipale de Schlieren, « ont été reconnus coupables d'abus d'autorité, de contrainte et de vol» ; ils avaient roué de coups un homme ivre,.
En 2013, un policier municipal zurichois a été condamné après avoir pratiqué un  «contrôle d’identité disproportionné d’un pasteur».
En juin 2020, à la suite de l'affaire George Floyd, et malgré l'interdiction de rassemblement de plus de 300 personnes liée à l'épidémie de Covid-19, 10 000 personnes ont manifesté dans le centre de Zurich, sous des banderoles portant le slogan "Black Lives Matter" (les vies des Noirs comptent). Plusieurs milliers de personnes ont manifesté simultanément à Berne, où les rassemblements étaient aussi interdits.[pertinence contestée]

### Canton de Genève
À Genève la task force anti drogue créée en 2002 par Micheline Spoerri a été démantelée en 2021. Il existe un poste de commissaire à la déontologie chargé de modérer les pratiques policières. En 2005 Louis Gaillard succède à Olivier Vodoz à ce poste. À son départ en 2015 le poste est remplacé par une commission d'éthique.